# Флаг сельского поселения Новинское
Флаг сельского поселения Но́винское — официальный символ муниципального образования сельское поселение Новинское Орехово-Зуевского муниципального района Московской области Российской Федерации.
Флаг утверждён 25 октября 2007 года и внесён в Государственный геральдический регистр Российской Федерации с присвоением регистрационного номера 3678.
Флаг составлен на основе герба сельского поселения по правилам и соответствующим традициям вексиллологии и отражает исторические, культурные, социально-экономические, национальные и иные местные традиции.

## Описание
«Прямоугольное белое полотно с соотношением ширины к длине 2:3, несущее в середине изображение фигур из герба поселения: два жёлтых столба, оплетённые хмелем, завершённые такого же цвета церковными куполами с восьмиконечным крестом, и перевитые друг с другом голубой лентой».

## Обоснование символики
Одним из промыслов, существовавших на территории Подмосковья, была так называемая «гуслицкая» роспись, которой в период её бытования оформлялись исключительно старообрядческие рукописные певческие книги. Более нигде эта роспись не использовалась. Гуслицкая роспись бытовала исключительно в местности «Гуслицы» в юго-восточной части бывшего Богородского уезда Московской губернии, населённой в основном, старообрядцами. Сейчас этот край, за исключением нескольких населённых пунктов, находится в южной части Орехово-Зуевского района Московской области. Места, где существовала роспись, совпадали с местами переписывания книг. Такие места были и на землях современного сельского поселения Новинское (деревни Беливо, Заволенье, Мисцево).
Для того чтобы переписывать книги надо было быть не только грамотным человеком (в указанных деревнях грамотность значительно превышала средние показатели для деревень России), а также уметь красиво рисовать (расписывать) заглавные буквы и другие знаки в переписываемых книгах.
Всё это нашло отражение на флаге современного поселения. Белое поле флага символически указывает на название деревни Беливо, а также на белый (чистый) лист бумаги. Столбы, увитые хмелем (на землях Орехово-Зуевского района с давних времён выращивали хмель — основное сырьё для производства пива) и соединённые голубой лентой (символизирующей многие реки и ручейки, протекающие по территории сельского поселения), образуют заглавную (или как говорили в старину — уставную) литеру Н. Эта литера указывает на заглавную букву названия поселения.
Возвышающиеся на столбах восьмиконечные кресты, особо почитаемые старообрядцами и признаваемые ими за «совершенный крест», символически указывают на существование здесь одной из ветвей православной церкви. Через полвека после трагического раскола Русской церкви в лесу недалеко от деревни Беливо поселился подвижник — инок-схимник Леонтий. Предание говорит, что он много и долго странствовал, бывал в Царьграде и в Святой Земле. Вернувшись в подмосковный край, он основал скит в диком лесу. Окружающие болота и хвойные чащи укрывали хранителей древлеправославия от преследования властей.
Символика столба (столпа, колонны) многозначна:
— символ прочности, начала, основы;
— символ духовной силы и твёрдости;
— символ признания успеха, победы, превосходства.
Белый цвет (серебро) — символ чистоты, ясности, открытости.
Жёлтый цвет (золото) — символ высшей ценности, величия, великодушия, богатства.
Зелёный цвет символизирует весну, здоровье, природу, надежду.
Голубой цвет (лазурь) — символ возвышенных устремлений, преданности, возрождения.